# Bourg de Furong (xian de Yongshun)
Pour les articles homonymes, voir District de Furong.
Le bourg de Furong (chinois : 芙蓉镇 ; pinyin : fúróng zhèn ; litt. « bourg Hibiscus »), est un bourg-canton situé sur le xian de Yongshun, dans la préfecture autonome tujia et miao de Xiangxi, en République populaire de Chine.

## Description

Vue de la cascade

Ce village est perché autour d'une cascade se jetant dans la rivière You Shui (酉水, yŏu shuĭ), un affluent du Yuan Jiang. Au Sud-Est de la ville se tient le Pont de Wangcun (chinois : 王村特大桥, littéralement, Grand pont spécial de Wangcun), un pont d'une portée de 200 mètres et long de 302 mètres, traversant cette rivière.
Le village est en amont du barrage de Fengtang (zh).
On peut y voir la de Xizhou tongzhu (溪州铜柱) datant de 940, pendant la Période des Cinq Dynasties et des Dix Royaumes.

## Dénomination
Il est à l'origine d'un roman (zh) et d'une adaptation cinématographique éponymes, critiques de la révolution culturelle, qui sont à l'origine de son nom depuis 2007. La version cinématographique a été réalisée dans ce village. Son ancien nom était bourg de Wangcun (王村镇, wángcūn zhèn).

## Transports
Le centre du bourg est desservie par la route provinciale S306 au Nord-Est en direction du centre urbain de Zhangjiajie et S229 au Sud-Ouest, le reliant au Bourg de Guyang (古阳镇) et à la ville-district de Jishou (吉首市).
La gare ferroviaire la plus proche est la gare de Mengdonghe (zh) (猛洞河站), sur le bourg de Luoyixi (zh) , situé au Sud-Est, sur la S229.

## Galerie

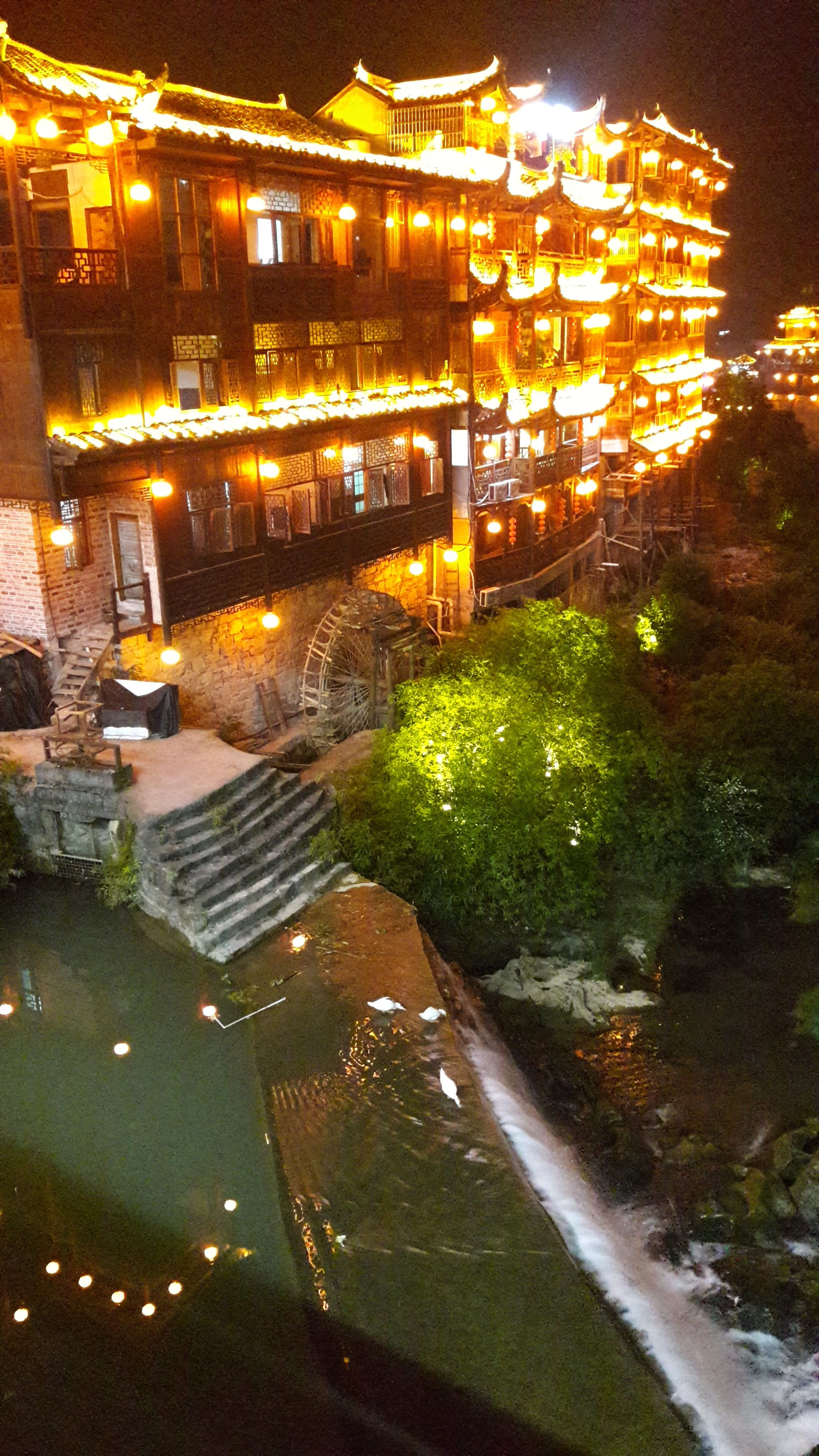
au dessus de la chute d'eau la nuit
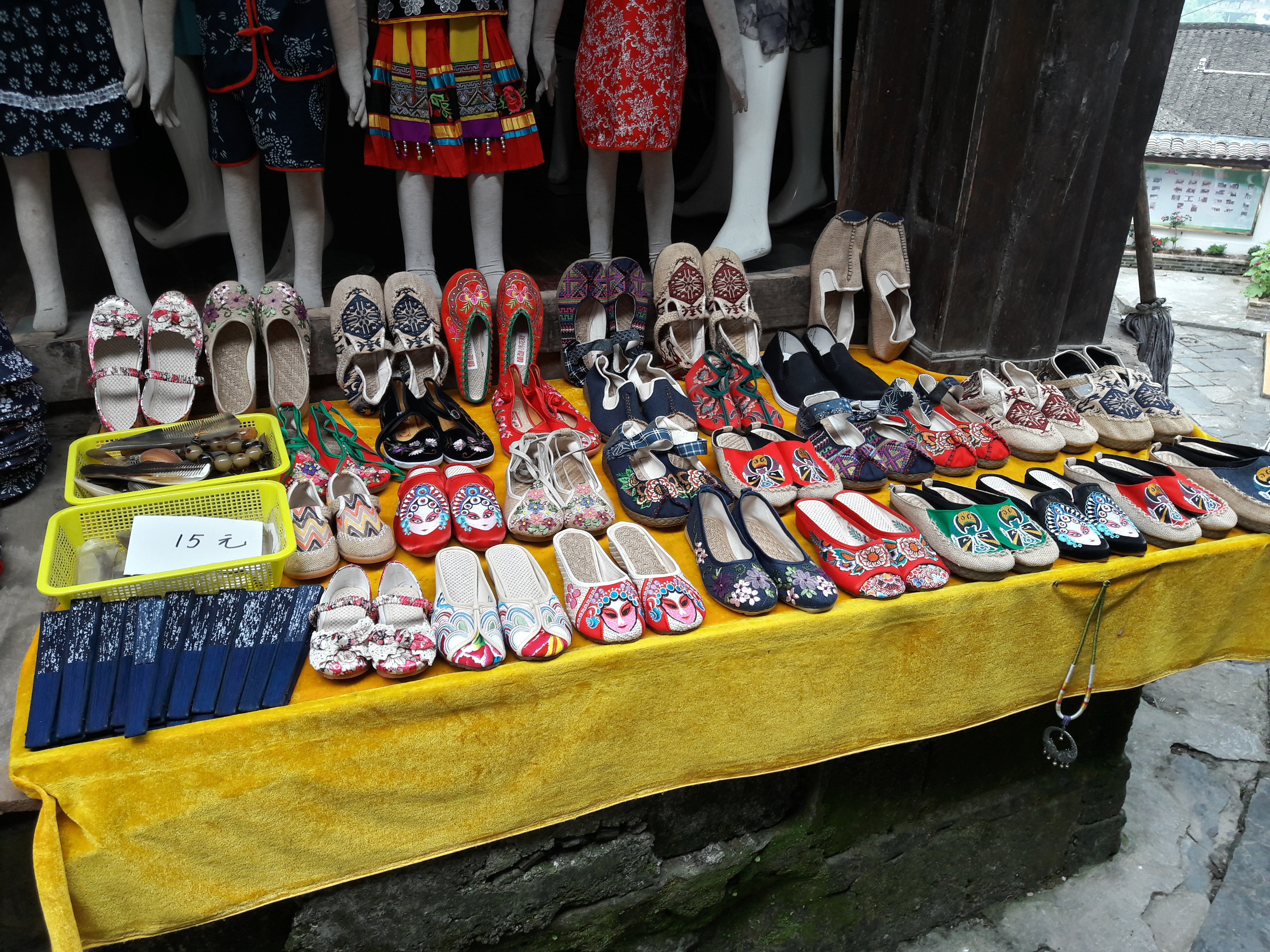
chaussures et vêtements de style tujia
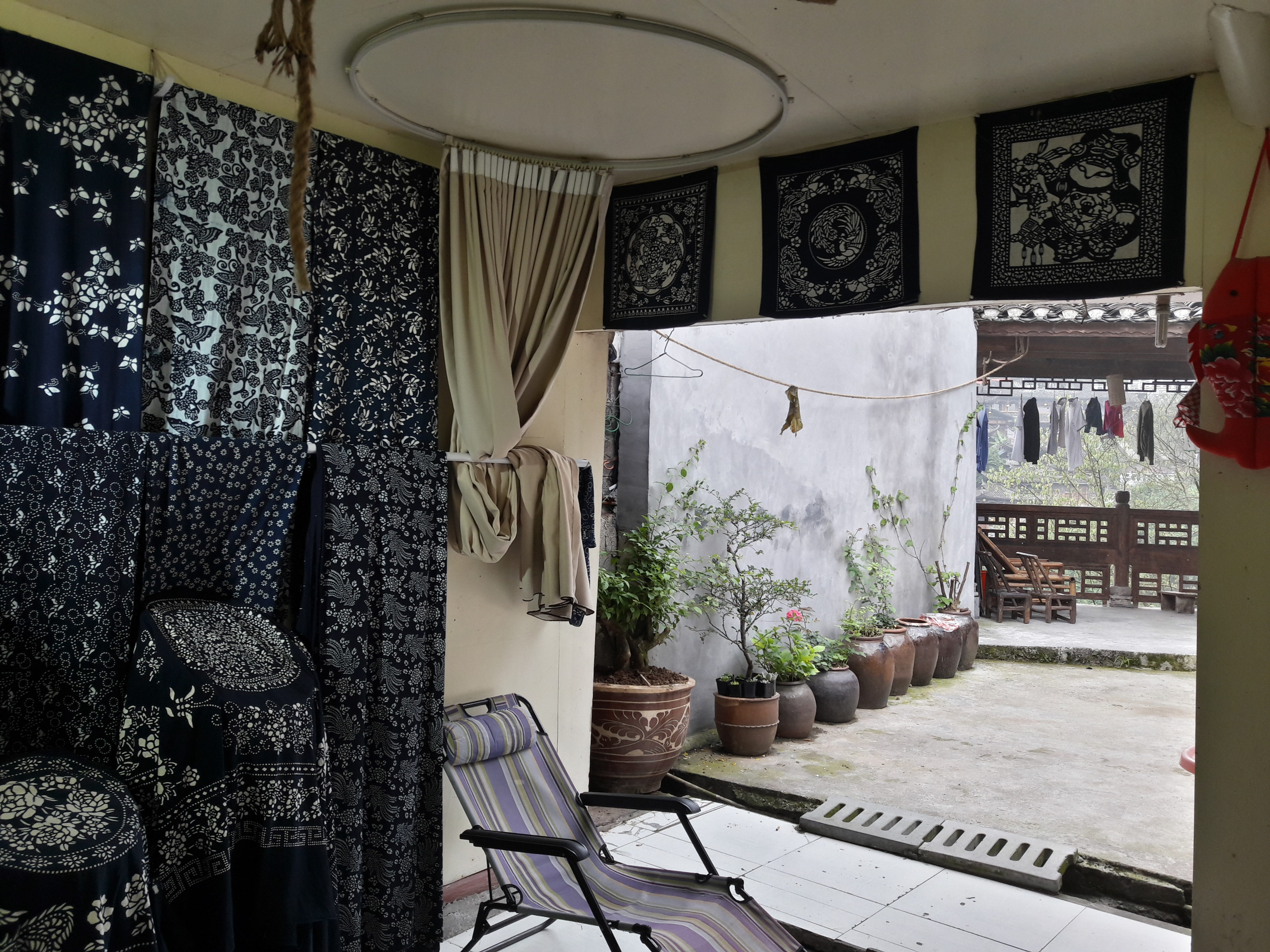
tissus teintés à l'indigo
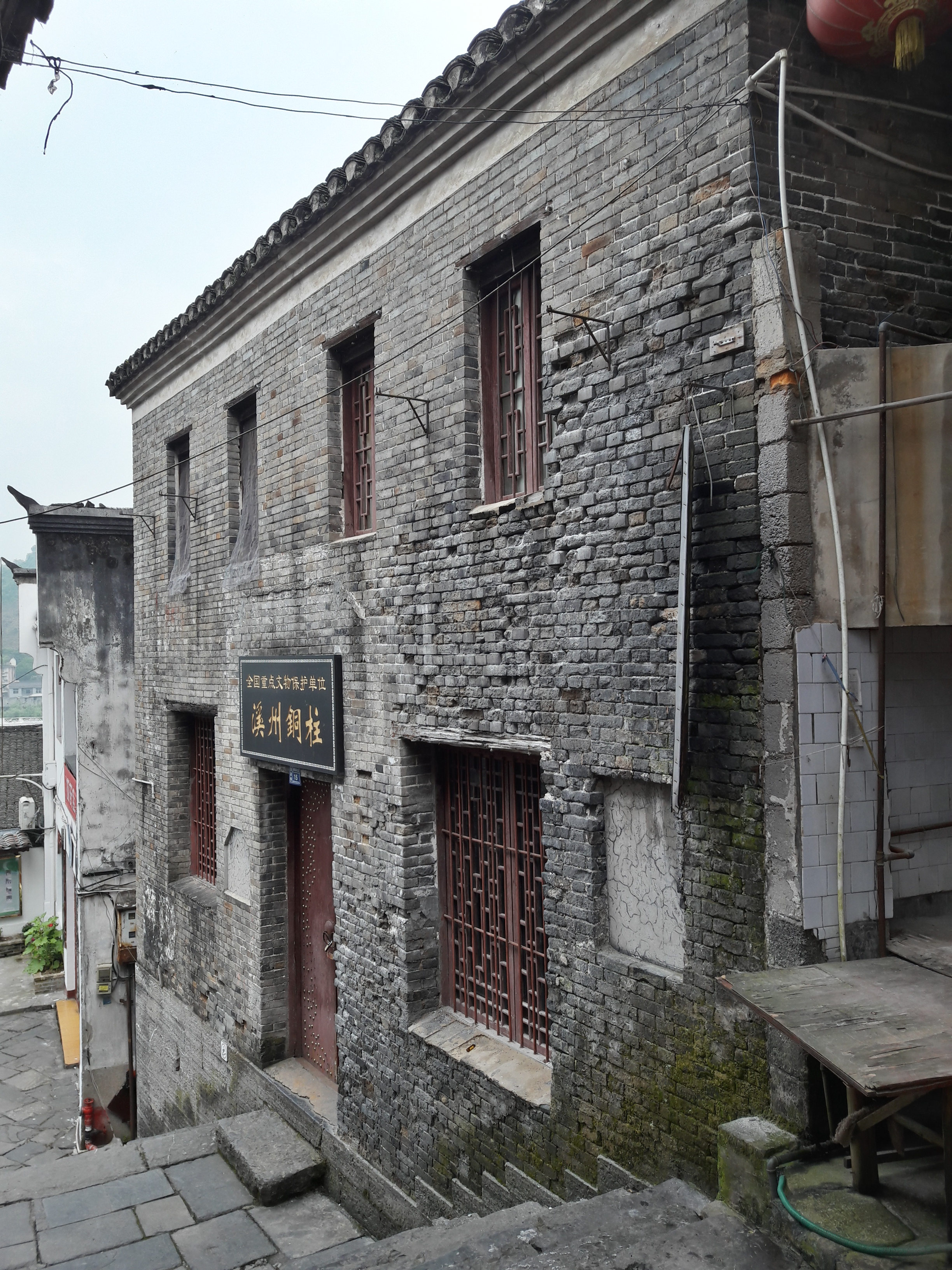
Xizhou tongzhu, datant de 940
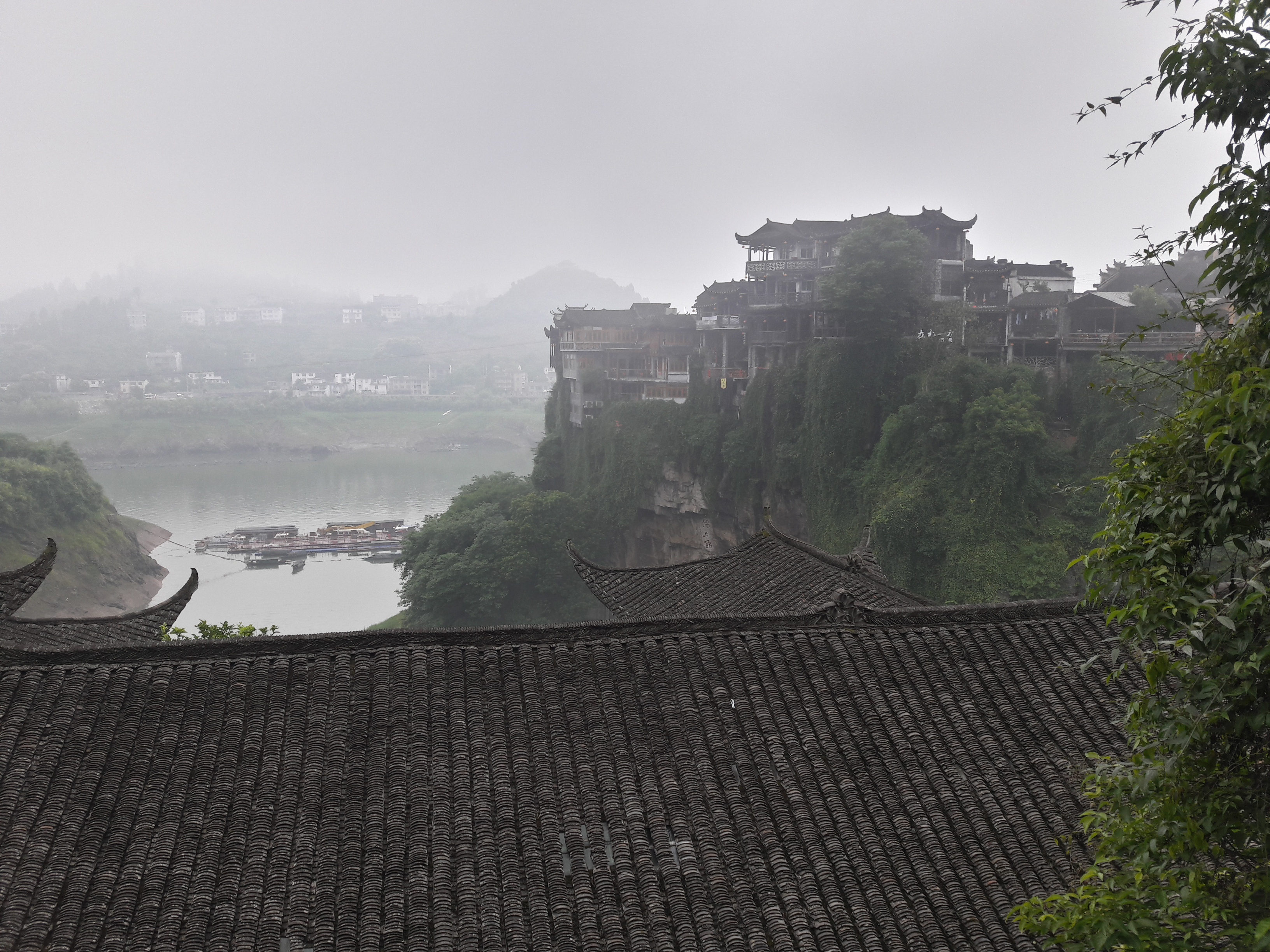
brume matinale au dessus de la cascade